# تپه خیرآباد
تپه خیرآباد مربوط به دوره ساسانیان است و در شهرستان اراک، بخش مرکزی، دهستان مشک آباد، روستای خیرآباد واقع شده و این اثر در تاریخ ۲۶ اسفند ۱۳۸۷ با شمارهٔ ثبت ۲۶۱۰۷ به‌عنوان یکی از آثار ملی ایران به ثبت رسیده است.